# Jevhen Moerzin
Jevhen Viktorovytsj Moerzin (Oekraïens: Євген Вікторович Мурзін, Russisch: Евгений Викторович Мурзин) (Novosibirsk, 24 september 1965), is een voormalig professioneel basketbalspeler uit Oekraïne die uitkwam voor het basketbalteam van de Sovjet-Unie.

## Carrière
Moerzin begon zijn carrière in 1983 bij Lokomotiv Novosibirsk. In 1987 ging hij naar Boedivelnik Kiev. Met die club won hij het Landskampioenschap van de Sovjet-Unie in 1989. In 1993 verhuisde hij naar Maccabi Rehovot in Israël. In 1994 keerde hij terug naar Oekraïne om te spelen voor Kiev Basket. In 1998 verhuisde hij naar Inter Bratislava in Slowakije. Na één jaar keerde hij terug naar Oekraïne om te gaan spelen voor MBK Odessa. In 2000 keerde hij terug bij Boedivelnik Kiev. In 2001 stopte hij met basketbal.
In 1990 won Moerzin brons op de Goodwill Games met de Sovjet-Unie.
Moerzin werd assistent coach onder hoofdcoach Hennadij Zasjtsjoek bij Boedivelnik Kiev in 2000. Na één seizoen werd hij hoofdcoach van Boedivelnik Kiev. Na 2008 werd hij nog coach bij Tsjerkasy Mavpy, BK Goverla, weer Boedivelnik Kiev, Oekraïens basketbalteam (mannen), Kiev Basket en Charkov Sokoly.

## Erelijst
- Landskampioen Sovjet-Unie: 1
  - Winnaar: 1989
  - Derde: 1988, 1990
- Landskampioen Oekraïne: 2
  - Winnaar: 1992, 1993
  - Tweede: 1995, 1996, 1999, 2000
  - Derde: 1997
- Landskampioen Slowakije:
  - Tweede: 1999
- Goodwill Games:
  - Brons: 1990